# Damaroň filipínská
Damaroň filipínská (Agathis philippinensis, tagalog: Almasiga nebo Almaciga, syn. Agathis dammara) je druh velkého pralesního jehličnatého stromu z čeledi blahočetovité. Pochází z Filipín a je zdrojem ceněného dřeva a pryskyřice, byť v současnosti je těžba tohoto stromu zakázána. Damaroně existovaly již v druhohorní juře a patří tak mezi tzv. živoucí zkameněliny.

## Charakteristika
Damaroň filipínská je velký jehličnan vyskytující se ve smíšených lesích tropického pásma na ostrovech Filipín. Vytváří až 65 metrů vysoký nevětvený kmen a tyčí se nad úroveň okolního lesa i 40 a více metrů. Na rozdíl od většiny jehličnanů, které mají jehličí (jehlicovité listy), damaroň filipínská má ploché, kožovité a podlouhlé listy. Samičí stromy mají kulovité a samčí válcovité šištice.
Její dřevo bylo vysoce oceňováno a používáno od koloniálních dob devatenáctého století. Kromě dřeva je tento strom zdrojem velmi hodnotné pryskyřice (tzv. Manila copal). Obliba a intenzivní těžba dřeva měla za následek rapidní úbytek damaroňových lesů.

## Ohrožení
Podle Červeného seznamu patří mezi zranitelné druhy, je tedy závislý na ochraně. Pro damaroň je největší hrozbou nadměrná těžba dřeva, pryskyřice, které tento druh v minulosti téměř zlikvidovaly, a samozřejmě také místní tajfuny a vypalování pralesů pro místní zemědělce.
V současnosti je těžba tohoto stromu na Filipínách zakázána, byť ke kácení nadále dochází. Damaroň patří mezi druhy vysazované v rámci obnovy lesů.